# Cantó de Trève

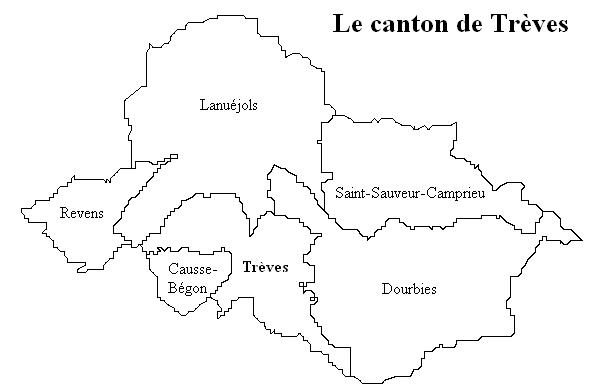
El cantó de Trève

El cantó de Trève és un cantó francès del departament del Gard, a la regió d'Occitània. Està inclòs al districte de Le Vigan, té sis municipis i el cap cantonal és Trève.

## Municipis
- Lo Causse Begon
- Dórbias
- Lanuèjols
- Reven
- Sent Sauvaire e Camriu
- Trève